# Gomes Ansur
Gomes Ansur (c. 1200 -?) foi um nobre da Idade Média português, que viveu no Reino de Portugal na época de transição entre entre os reinados de Afonso I de Portugal e de Sancho I de Portugal.

## Relações familiares
Foi filho de Ansur Soares e de Maria Viegas, que segundo algumas genealogias seria filha de Egas Viegas de Penagate. o fundador do beneditino Mosteiro de Santo André de Rendufe, na localidade de Rendufe, concelho de Amares, distrito de Braga, cuja data certa da fundações é desconhecida, no entanto sabe-se que a igreja primitiva já estava totalmente edificada em 1151. . Casou com Estevainha Pires da Nóbrega, filha de Pero Ourigues da Nóbrega e de Maria Viegas de Ribadouro, de quem teve:
1. Maria Gomes casou com Gonçalo Gonçalves de Atouguia,
2. Teresa Gomes casou com Gomes Gonçalves do Lago (c. 1230 -?) foi um nobre do Reino de Portugal, tendo sido senhor feudal do Couto de Rendufe e da Domus fortis denominada Torre do Lago[5][6].
3. Martim Gomes de Ansur casou com Tareja Fernandes.